# South Valley
South Valley is een plaats (census-designated place) in de Amerikaanse staat New Mexico, en valt bestuurlijk gezien onder Bernalillo County.

## Demografie
Bij de volkstelling in 2000 werd het aantal inwoners vastgesteld op 39.060.

## Geografie
Volgens het United States Census Bureau beslaat de plaats een oppervlakte van
78,3 km², waarvan 76,5 km² land en 1,8 km² water.

## Plaatsen in de nabije omgeving
De onderstaande figuur toont nabijgelegen plaatsen in een straal van 20 km rond South Valley.